# Argyrotheca schrammi
Argyrotheca schrammi är en armfotingsart som först beskrevs av Joseph Charles Hippolyte Crosse och Fischer 1866.  Argyrotheca schrammi ingår i släktet Argyrotheca och familjen Megathyrididae. Inga underarter finns listade i Catalogue of Life.